# Sadieville
Sadieville város az USA Kentucky államában, Scott megyében. Lakosainak száma 320 fő (2020. április 1.).

## Népesség
A település népességének változása:
| Lakosok száma | 170  | 263  | 303  | 320  |
|               | 1890 | 2000 | 2010 | 2020 |